# تأثير تاتشر

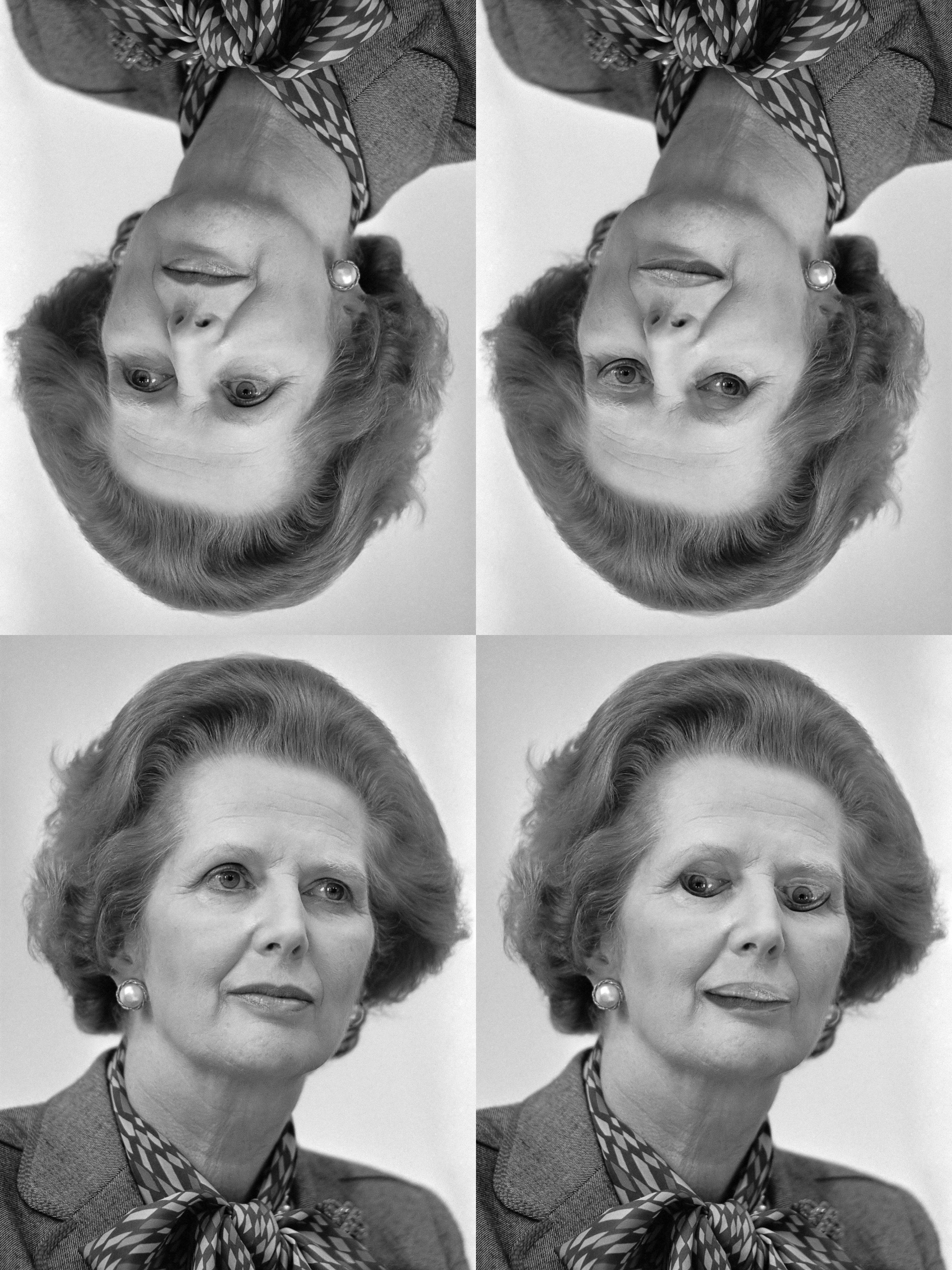
تأثير تاتشر، يظهر هنا على صورة لمارغريت تاتشر

تأثير تاتشر أو وهم تاتشر (بالإنجليزية: Thatcher effect)‏ ظاهرة بصرية يجد المرء فيها صعوبة بملاحظة التغيرات في وضع ملامح الوجه في حال كان الوجه مقلوبًا رأسًا على عقب، على الرغم من أن هذه التغيرات تكون واضحة جدًا في حال كان الوجه في وضعه الصحيح، سميت هذا الظاهرة تيمناً برئيسة الوزراء البريطانية الراحلة مارغريت ثاتشر التي شرحت صورتها هذا التأثير لأول مرة، هذا التأثير أنشأ في الأصل عام 1980 على يد بيتر تومسون الأستاذ الجامعي لعلم النفس في جامعة يورك.

## نظرة عامة
يتضح هذا التأثير في الأصل عبر صورتين متطابقتين معكوستين ، الصورة الثانية معدّلة بوضوح حيث أن العيون والفم انقلبوا عمودياَ، وبرغم ذلك فإن التغير لا يتضح فورًا حتى تظهر الصورة في الاتجاه الطبيعي،
يعتقد أن هذا يحدث بسبب نماذج معرفية نفسية محددة تشارك في تعرُّف الوجوه التي يتم ضبطها خاصةً مع الوجه في الوضع العمودي، تبدو الوجوه فريده من نوعها على الرغم من أنها متشابهه جدًا،
لقد تم الافتراض أننا نطور عمليات محدده للتفريق بين الوجوه التي تعتمد بقدر على التكوين (العلاقة الهيكليه بين السمات الفردية للوجه) كما تركز على تفاصيل ملامح الوجوه الفردية مثل العيون والأنف والفم،
هناك دليل على أن المكاك الريسوسي  وأيضًا الشمبانزي اختبرت تأثير ثاتشر الذي رفع احتمال ان بعض آليات الدماغ المشاركة في معالجة الوجوه قد تطورت في الأسلاف الشائعة منذ أكثر من 30 مليون سنة،
كما تم تطبيق المبادئ الأساسية لتأثير تاتشر في إدراك الوجه على الحركة البيولوجية، ويُعد الانعكاس المحلي للنقاط الفردية أمر صعب، وفي بعض الحالات يكاد يكون من المستحيل إدراك متى يتم انقلاب الشكل بأكمله.

## فحوص أخرى
لقد كان وهم تاتشر مفيدًا أيضًا في الكشف عن سيكولوجية التعرف على الوجوه، عادة تستخدم التجارب وهم تاتشر للنظر في الزمن المطلوب لرؤية ملامح غير متناسقة سواء كانت عمودية أم مقلوبة، هذه الإجراءات استُخدمت لتحديد طبيعة معالجة صور الوجه الكلية.
بالنظر إلى مدى توسُّط الزوايا بين المنظر العمودي والمقلوب اكتشفت الدراسات الظهور التدريجي أو المفاجئ لهذه الاوهام ، إن ملاحظة وهم تاتشر قد تم العثور عليها في كل المجموعات التي تم اختبارها فيها، ويلاحظ الأطفال الوهم كما يفعل الأطفال المصابين بالتوحد  وحتى الاشخاص المصابين بعمى تعرف الوجوه.